# Baby Love (album)
Pour les articles homonymes, voir Baby Love.
Albums de Jean-Louis Murat
Il Francese
(2018) Baby Love DC
Baby Love est un album musical de Jean-Louis Murat sorti le 6 mars 2020 sur le label PIAS.

## Liste des titres de l'album
1. Troie – 3 min 34 s
2. Le Mec qui se la donne – 3 min 19 s
3. La reason why – 3 min 37 s
4. Réparer la maison – 4 min 18 s
5. Montboudif – 4 min 13 s
6. La Princesse of the cool – 3 min 11 s
7. Rester dans le monde – 3 min 59 s
8. Xanadu – 3 min 53 s
9. Ça s'est fait – 3 min 38 s
10. Si je m'attendais – 3 min 8 s
11. Tony Joe – 3 min 7 s

## Musiciens ayant participé à l'album
- Jean-Louis Murat : chant, guitares, claviers, chœurs
- Denis Clavaizolle : arrangements, programmations, claviers

## Accueil critique
Libération considère qu'avec ce vingtième album, Jean-Louis Murat propose un « groove inattendu et décomplexé » dans ce qui finit par ressembler à un album disco, lié au récent engouement de l'auteur pour Earth, Wind and Fire et Tony Joe White, auquel le dernier titre rend hommage.